# Нікольська волость
Нікольська волость — історична адміністративно-територіальна одиниця Богучарського повіту Воронізької губернії з центром у селі Нікольське.
Станом на 1880 рік складалася 4 поселень, 2 сільських громад. Населення — 10 610 осіб (5262 чоловічої статі та 5348 — жіночої), 1601 дворових господарств.
|                     | Площа, десятин | У тому числі орної, дес. |
| ------------------- | -------------- | ------------------------ |
| Сільських громад    | 25225          | 22087                    |
| Приватної власності | —              | —                        |
| Іншої власності     | 229            | 229                      |
| Загалом             | 25454          | 22316                    |

Поселення волості на 1880 рік:
- Нікольське — колишнє державне село при річці Подгорна за 95 верст від повітового міста, 8899 осіб, 1406 дворів, 3 православні церкви, школа, поштова станція, 4 лавки, цегельний завод, 104 вітряних млини, 3 ярмарки на рік.
- Краснопольє — колишнє державне село, 1346 осіб, 154 двори, православна церква, лавка, 12 вітряних млинів.

За даними 1900 року у волості налічувалось 17 поселень із переважно російським населенням, 4 сільських товариств, 61 будівля та установа, 1702 дворових господарства, населення становило 11 594 особи (5920 чоловічої статі та 5674 — жіночої).
1915 року волосним урядником був Семен Андрійович Журавльов, старшиною був Никифор Григорович Колотев, волосним писарем — Михайло Степанович Нєфєдов.